# Lingora plicata
Lingora plicata är en nattsländeart som beskrevs av Banks 1939. Lingora plicata ingår i släktet Lingora och familjen Conoesucidae. Inga underarter finns listade i Catalogue of Life.